# Клейненберг, Эрих Карлович
Эрих Ка́рлович Клейненбе́рг (нем. Erich Hermann Kleinenberg; 1878, Газенпот, Курляндская губерния — 1939, Ленинград) — профессор немецкой филологии, заведующий кафедрой Ленинградского государственного университета.

## Биография
Родился 15 июня 1878 года[по какому календарю?] в Газенпоте Курляндской губернии (ныне Айзпуте, Латвия) в семье инспектора уездного училища пастора Карла-Фридриха Клейненберга (1829—1890), женатого на дочери офицера Анастасии Сергеевны, урождённой Кондратьевой (1856—?).
В Газенпоте окончил уездное училище, затем гимназию в Либаве, где учился в 1891—1896 годах. Изучал теологию в Дерптском университете (1897—1900), затем учился романо-германском отделении историко-филологического факультета Санкт-Петербургского университета (1900—1904).
В 1904 году по окончании университета был оставлен на кафедре для подготовки к профессорскому званию и преподавал немецкий язык в Петришуле. В 1905 году завершил научное образование в Гейдельбергском университете.
В 1907—1915 годах преподавал дочерям Николая II немецкий язык
В 1908—1917 годах работал в Николаевском сиротском институте помощником инспектора и преподавателем иностранных языков. Преподавал немецкий язык на Высших женских (Бестужевских) курсах (1909—1918). Был награждён орденами Св. Анны 2-й и 3-й степени; в 1912 году произведён в статские советники.
С 1916 года был директором Петришуле (впоследствии, 41-я единая трудовая школа). После увольнения из Петришуле в 1928 году по сфабрикованному делу пастора Г. Ганзена (повод — конфирмация нескольких учеников) работал в Педагогическом институте (1928—1931) на кафедре западноевропейской литературы.
Также, с 1924 года он преподавал в Ленинградском государственном университете: на ФОН в 1924—1926 годах, старшим ассистентом в 1926—1929 годах и в 1932—1935 годах — в должности профессора и заведующего кафедрой иностранных языков. В 1930—1938 гг. — преподаватель немецкого языка и истории немецкой литературы в комитете по подготовке кадров АН СССР.
Был арестован 17 февраля 1938 года и обвинён в том, что преподавал иностранный язык детям царя; 26 июля 1939 года приговорён к ссылке на 5 лет в Казахстан. Умер 12 сентября 1939 года в тюремной больнице в тюрьме «Кресты», от рака желудка.
Реабилитирован в 1956 году.

## Семья
Женился 11 октября 1903 года на Фелицате Карповне Негодновой (1879—1953), дочери хорунжего терского казачьего войска Карла Аникеевича Негоднова. Их дети:
- Игорь Эрихович Клейненберг (1904—1993) — выпускник Петришуле, был в ссылке с 1942 по 1954 год как этнический немец, профессор немецкой филологии Ярославского политехнического института.
- Ганс Эрихович Клейненберг (1911—1942) — выпускник Петришуле, военный врач, скончался от дистрофии после выезда из блокадного Ленинграда в 1942 году;
- Маргарита Эриховна Клейненберг (1908—1938) — переводчица, преподавала в ленинградских вузах; была доведена до самоубийства органами НКВД при попытке вербовки.
- Мелитта Эриховна Клейненберг (1912-?) — выпускница Петришуле, врач, зав. отделением Житомирской областной больницы.